# کوجی کوشیکن
کوجی کوشیکن (به انگلیسی: Koji Gushiken) ژیمناست زادهٔ ۱۲ نوامبر ۱۹۵۶ میلادی اهل کشور ژاپن است.